# Philipp Quehenberger
Philipp Quehenberger (* 1977 in Innsbruck, Österreich) ist ein österreichischer freischaffender Musiker und Komponist. Er spielte unter anderem in den Gruppen Church Of Carbon, Mäuse und Original Devil Duo und diversen musikalischen Kooperationen, oftmals mit Didi Kern.

## Leben und Werk
Der 1977 als Sohn eines Jazzmusikers geborene Quehenberger wuchs in Innsbruck, Seattle und Newcastle auf.
Anfang der 1990er-Jahre zog er nach Wien und gründete zusammen mit Gerhard Potuznik, dem Comic-Zeichner Tex Rubinowitz und Didi Kern das Projekt „die Mäuse“, bevor er sich seinen Solo-Projekten widmete.
2007 erschien sein erstes Soloalbum Phantom In Paradise, 2009 folgte Hazard. Weitere Alben erschienen in Zusammenarbeit mit Didi Kern und anderen.
2017 gründeten Kern und er das unabhängige Label qed Sounds.
Er lebt und arbeitet in Österreich in Wien.

## Diskografie

### Alben
- 2007: Philipp Quehenberger – Phantom In Paradise (Editions Mego)
- 2009: Philipp Quehenberger – Hazard
- 2011: Didi Kern* & Philipp Quehenberger / Regolith (2) – Untitled (Interstellar Records)
- 2014: Philipp Quehenberger – Content (Editions Mego)
- 2016: Philipp Quehenberger & Didi Kern* – London/Brüssel (Epileptic Media)
- 2017: Marco Eneidi, Philipp Quehenberger, Didi Kern* – Circular Mood Scale (Music for Franz West) (Sonorus)
- 2018: Ddkern, Philipp Quehenberger – Linz (Shameless Records)
- 2019: Philipp Quehenberger, Ddkern – Ha Ha Ha (Siluh Records)
- 2019: Philipp Quehenberger, Ddkern – Theoral no. 15 (Theoral)

### Singles und EPs
- 2001: Philipp Quehenberger – Soundtrack #05
- 2002: Philipp Quehenberger – Q.B.B.Q/Cheap